# Amniscites
Amniscites es un género de escarabajos longicornios de la tribu Acanthocinini.

## Especies
- Amniscites amboroensis Monné M. L. & Monné M. A., 2012
- Amniscites pelta Audureau, 2018
- Amniscites pictipes (Bates, 1863)
- Amniscites tavakiliani Monné M. L. & Monné M. A., 2012